# 愛德華·達赫伯格
愛德華·達赫伯格（Edward Dahlberg，1900年7月22日—1977年2月27日）美國小說家、評論家。愛德華·達赫伯格出生于美國马萨诸塞州波士顿。曾就讀於加州大学伯克利分校以及哥伦比亚大学。